# Monte Quénia
Monte Quénia (português europeu) ou Quênia (português brasileiro), com uma altitude de 5199 m, no país do mesmo nome, a cerca de 200 km a nordeste de Nairobi, é o segundo ponto mais alto de África (o primeiro sendo o Kilimanjaro). Com os seus cumes vestidos de glaciares e encostas arborizadas, o Monte Quénia oferece um dos mais impressionantes panoramas da África, tendo sido inscrito pela UNESCO, em 1997, na lista dos locais que são Património da Humanidade. O Parque Nacional, estabelecido em 1949, foi reconhecido como Reserva da Biosfera em 1978 e, em conjunto com a Floresta Nacional, ocupam uma área protegida de 142 mil hectares.
É um antigo estratovulcão que, durante o seu período de actividade (há 3,1–2,6 milhões de anos), se estima ter atingido 6500 m. Existem 12 restos de glaciares na montanha, todos em recessão, e quatro picos secundários na cabeça dos vales glaciais em forma de U. A evolução da sua flora afro-alpina é um exemplo extremamente educativo dos processos ecológicos.
O Parque Nacional do Monte Quénia encontra-se classificado pela UNESCO como Património Mundial.

## Ver também

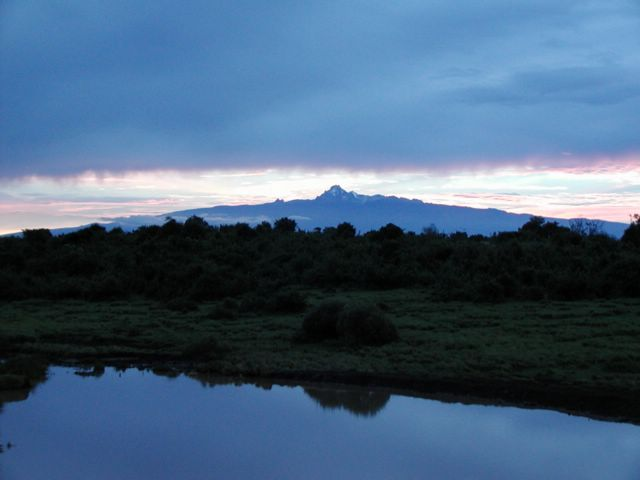
Nascer do Sol no Monte Quénia